# Clarkson Golden Knights

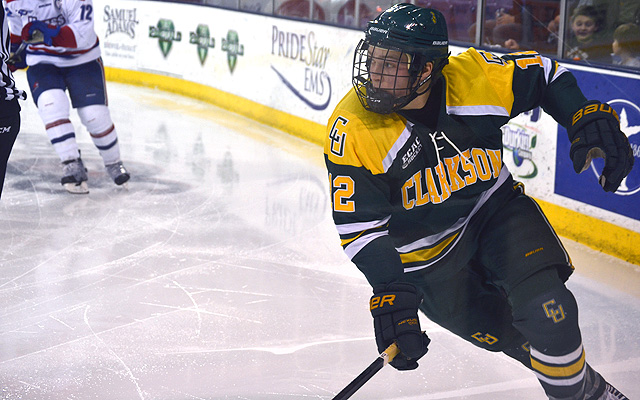
En ishockeyspelare tillhörande Clarkson Golden Knights under match mot UMass Lowell River Hawks i januari 2014.

Clarkson Golden Knights är en idrottsförening tillhörande Clarkson University och har som uppgift att ansvara för universitetets idrottsutövning.

## Idrotter
Golden Knights deltager i följande idrotter:
| Herrar - Alpin skidåkning - Baseboll - Basket - Fotboll - Golf - Ishockey - Lacrosse - Nordisk skidsport - Simhopp - Simning - Terränglöpning | Damer - Alpin skidåkning - Basket - Fotboll - Ishockey - Lacrosse - Nordisk skidsport - Simhopp - Simning - Softboll - Terränglöpning - Volleyboll |

## Idrottsutövare
| Ishockey - Mark Borowiecki - Chris Clark - Grant Clitsome - Erik Cole - Craig Conroy - Brandon DeFazio - Josh Dunne - Renata Fast | - Kent Huskins - Randy Jones - Jarmo Kekäläinen - Todd Marchant - Willie Mitchell - Sheldon Rempal - Nico Sturm - Dave Taylor - Todd White |

### Galleri

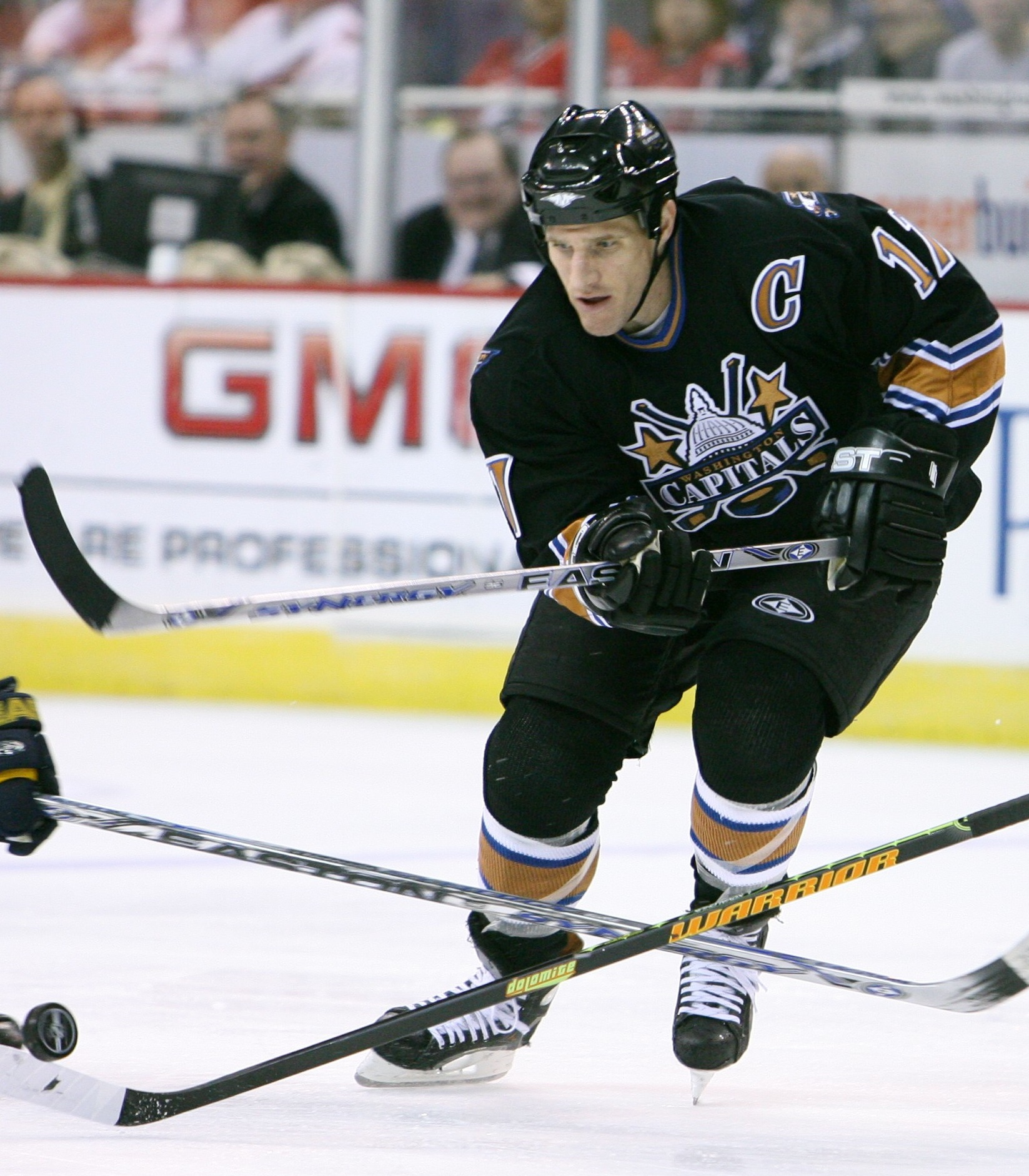
Chris Clark
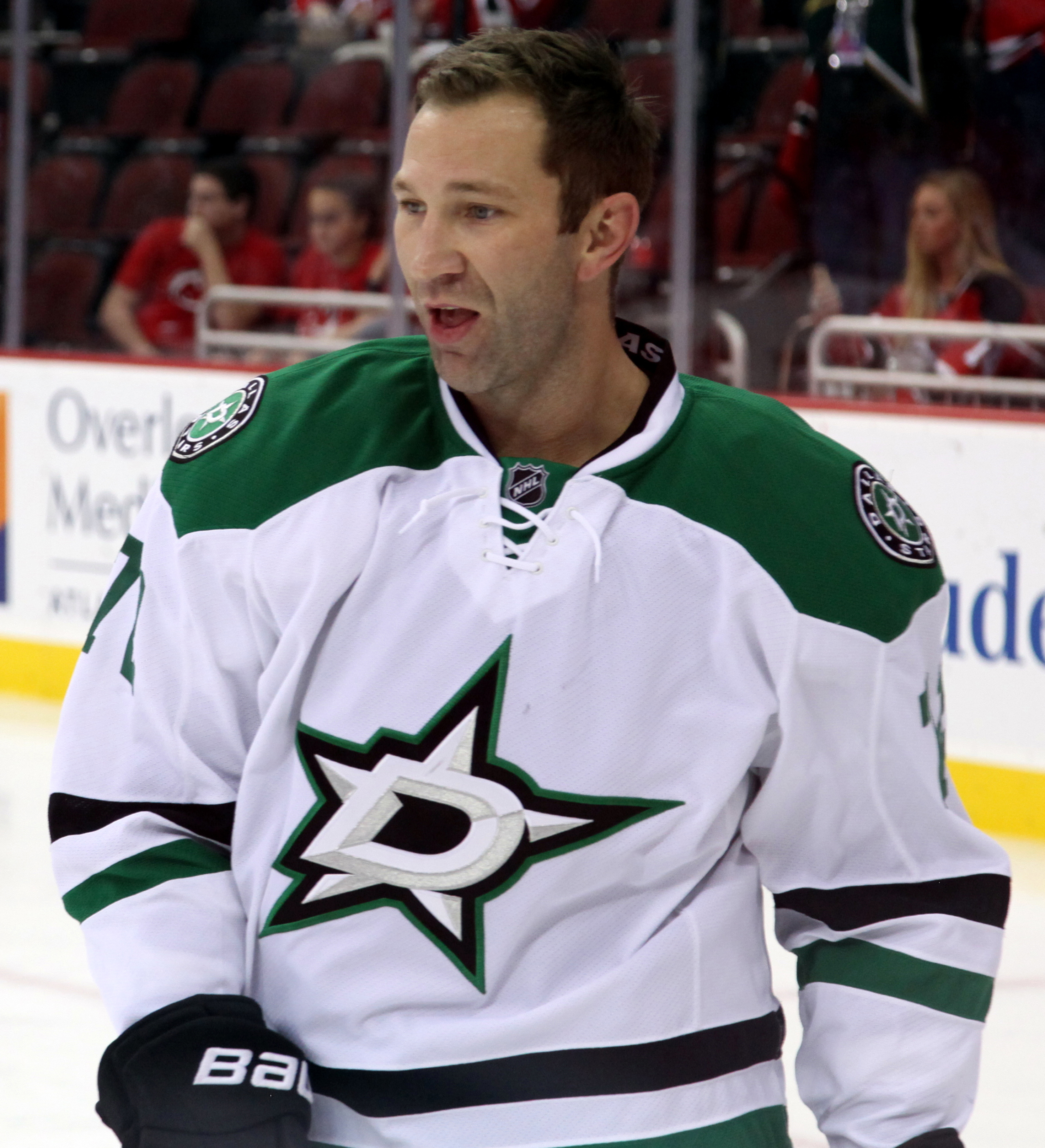
Erik Cole
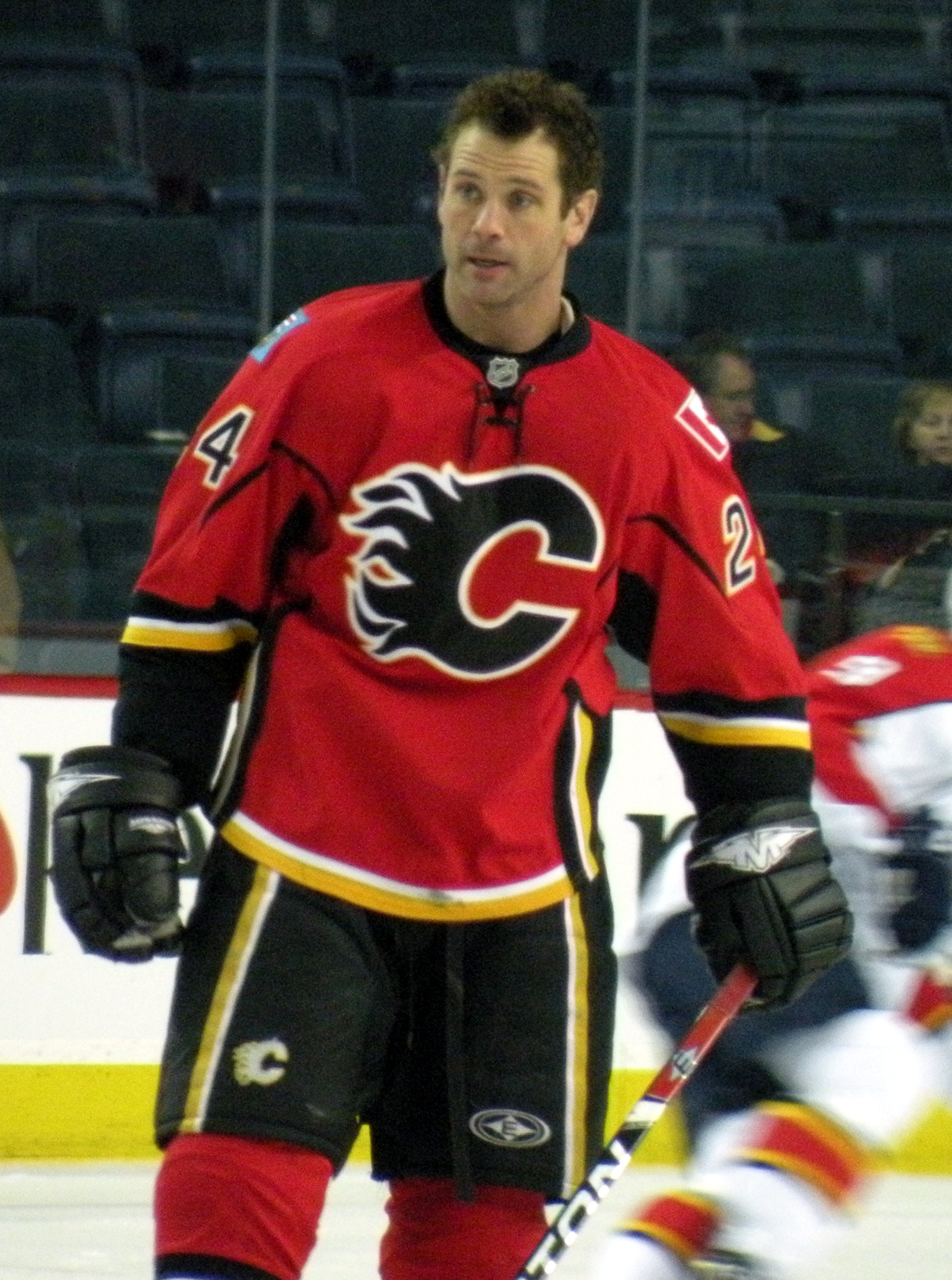
Craig Conroy
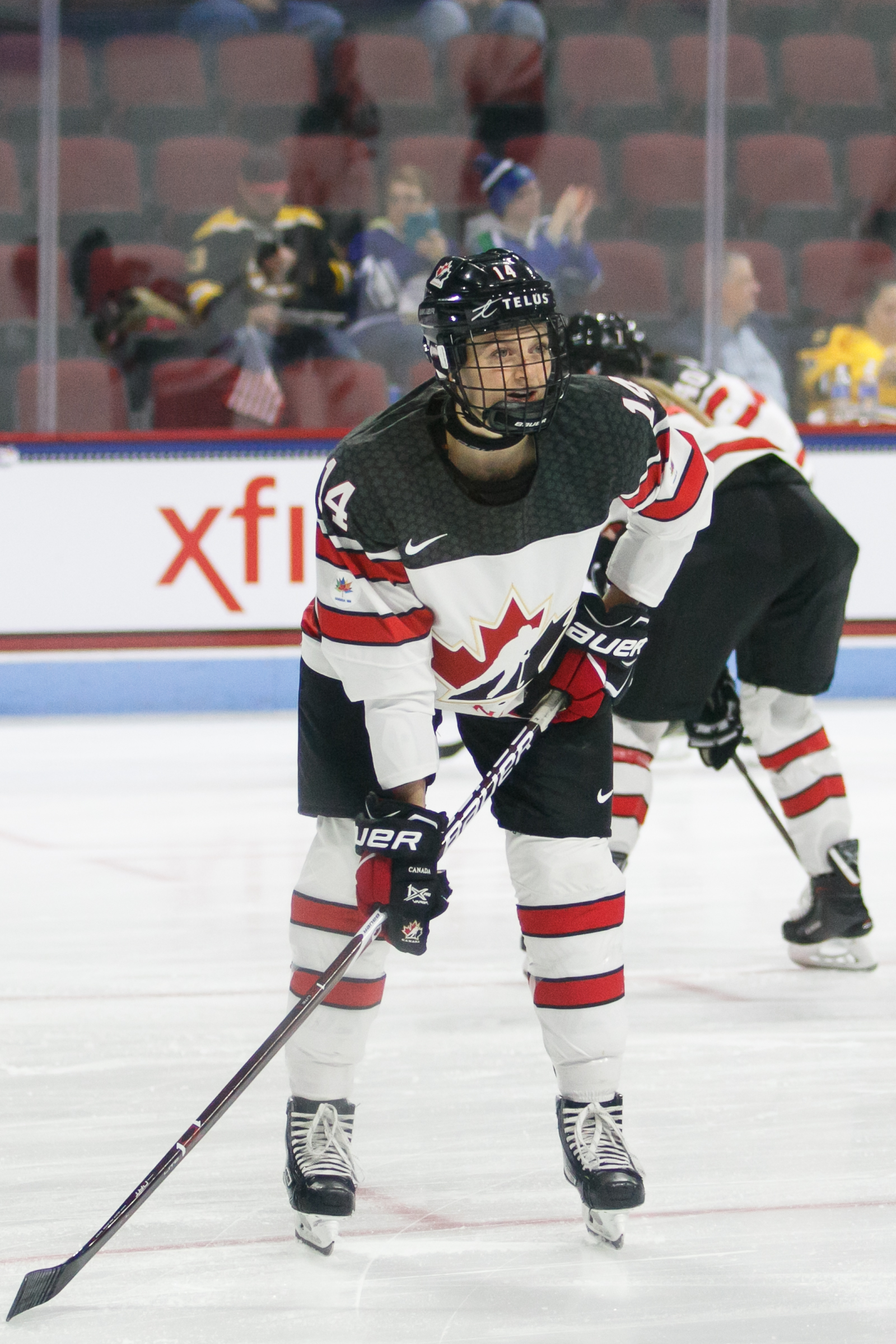
Renata Fast
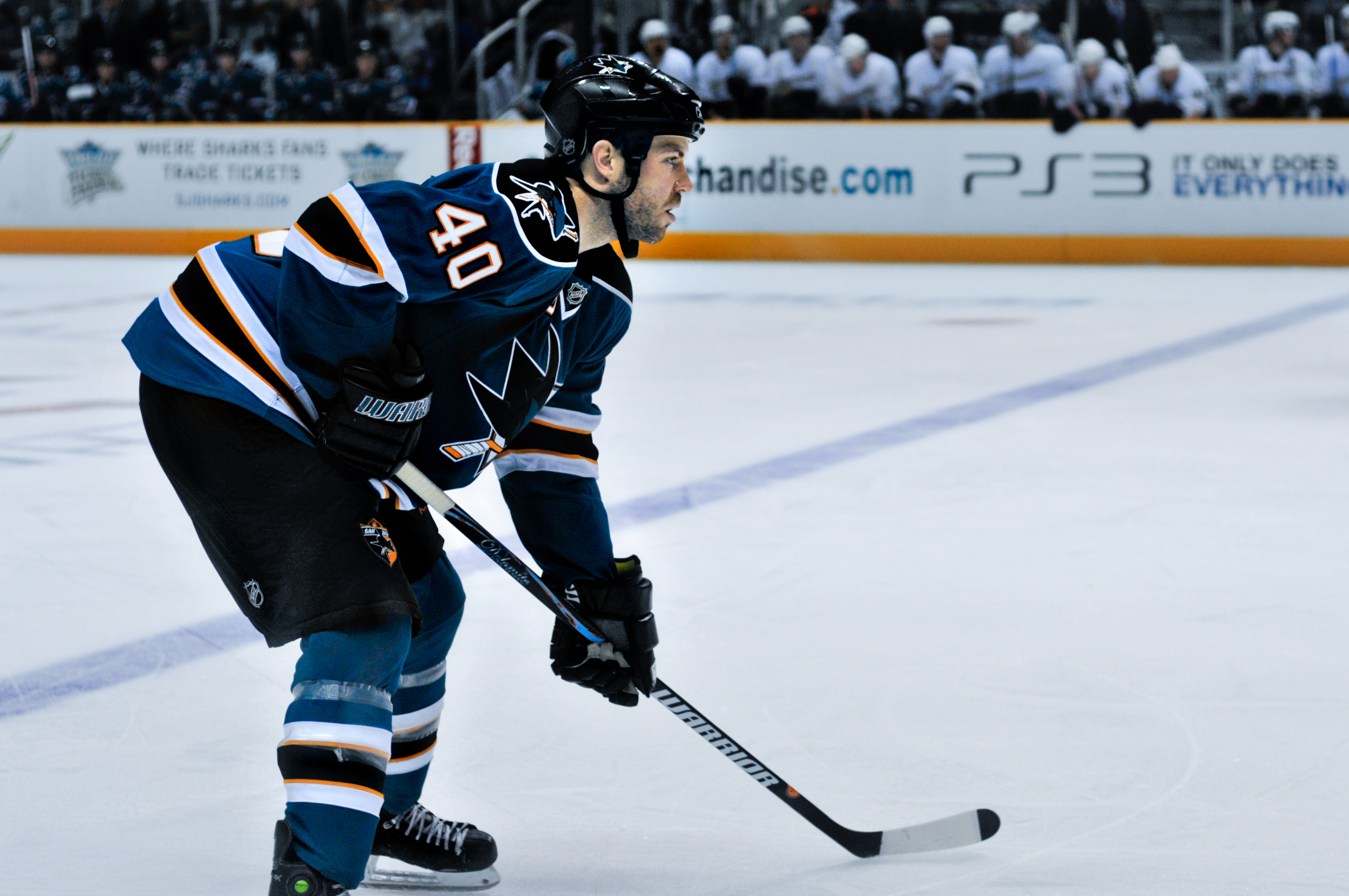
Kent Huskins
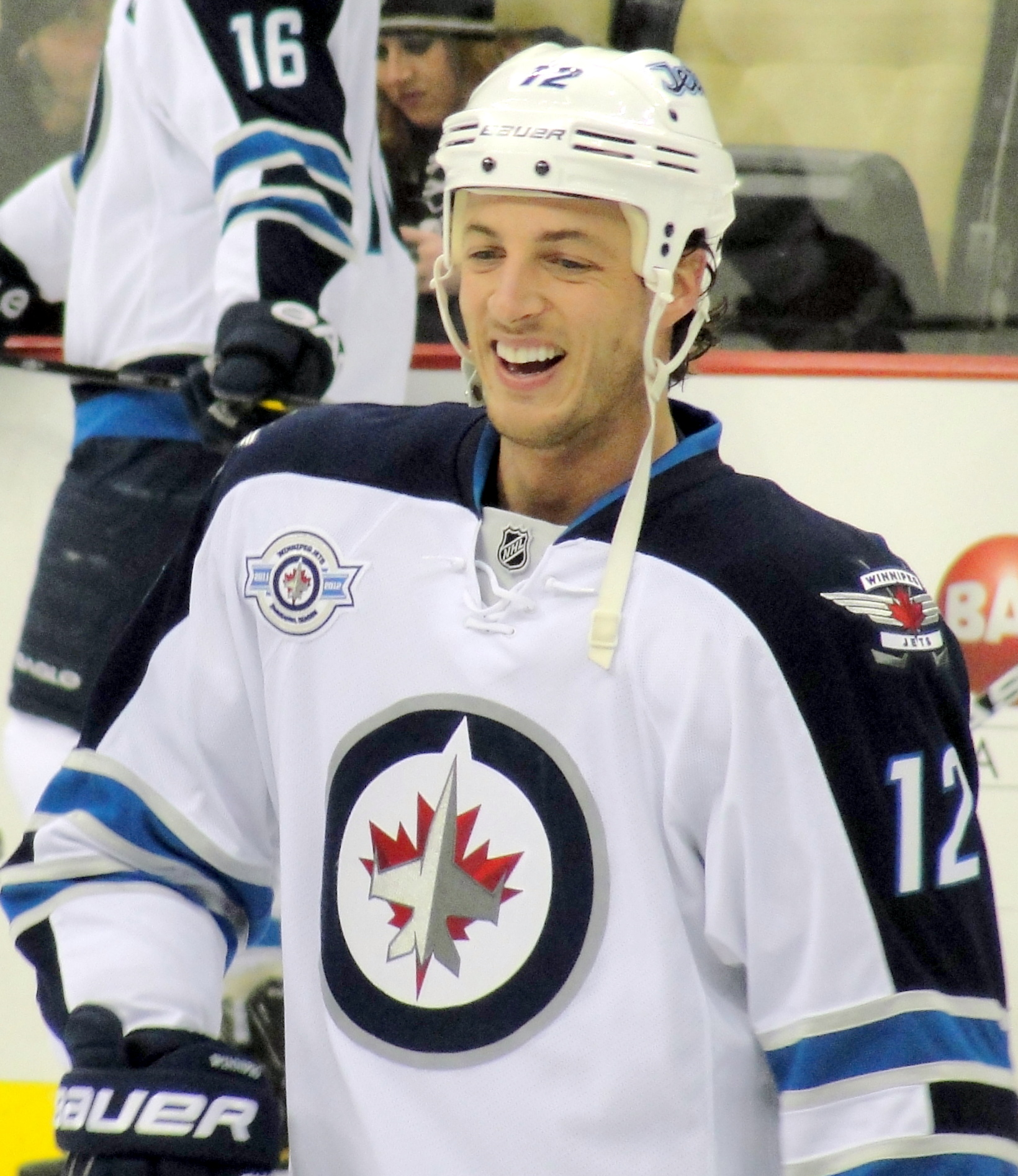
Randy Jones
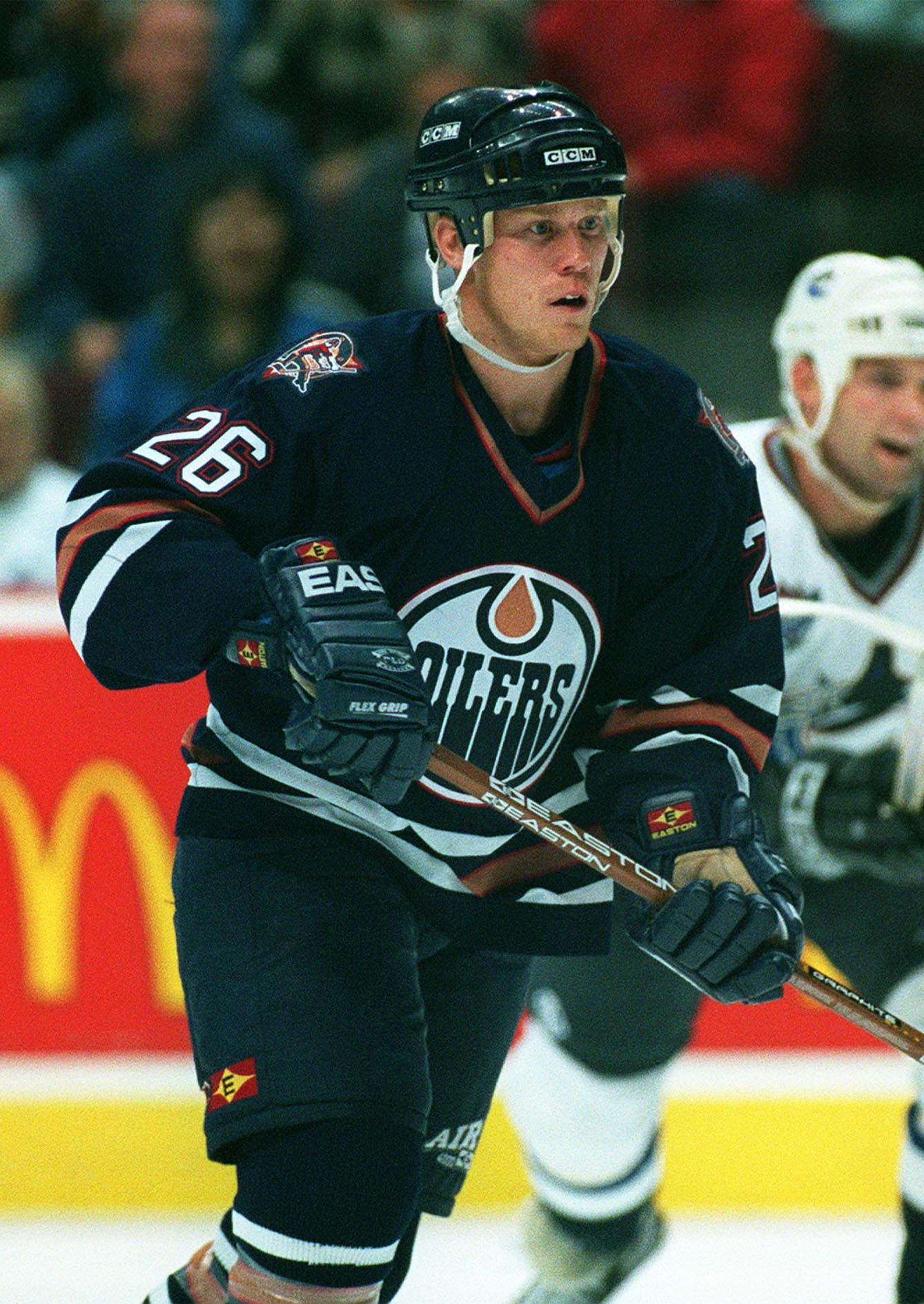
Todd Marchant
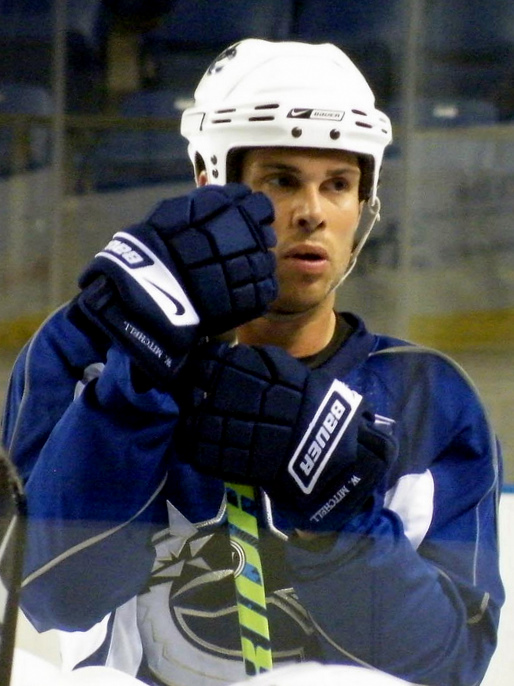
Willie Mitchell
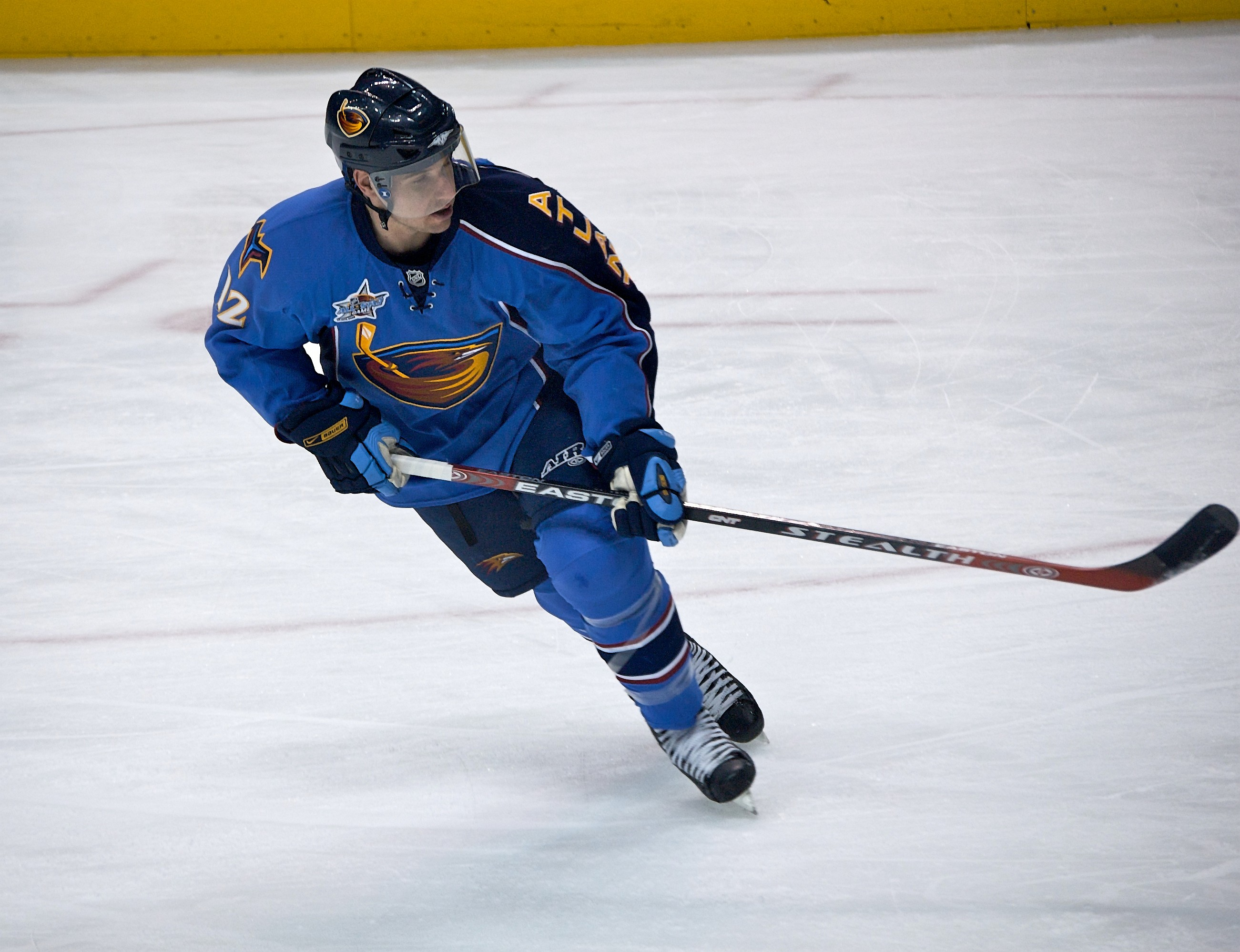
Todd White